# Friedrich Imhoof-Blumer
Friedrich Imhoof-Blumer (Winterthur, 11 maggio 1838 – Winterthur, 26 aprile 1920) è stato un numismatico svizzero.

## Biografia
Si è dedicato molto presto agli studi classici ed è stato uno dei più importanti conoscitori della numismatica antica. Viveva a Winterthur in Svizzera.
Imhoof-Blumer, dal 1879 fu nominato come membro straniero dell'Accademia Prussiana delle Scienze (Preußische Akademie der Wissenschaften) ed ha raccolto con molti viaggi una delle più grandi collezioni di monete greche in originali o in calchi, che rese accessibile ad i suoi colleghi nel modo più liberale.  La sua attività di numismatico fu premiata nel 1888 con l'assegnazione della medaglia della Royal Numismatic Society.

## Lavori
I suoi lavori, pubblicati autonomamente o nelle riviste specialistiche e corredati da accurate tabelle, riguardano principalmente le antichità greche; da citare:
- Zur Münzkunde und Paläographie Böotiens, Vienna 1871
- Die Münzen Akarnaniens, Vienna 1878
- Porträtköpfe auf römischen Münzen der Republik und der Kaiserzeit, Lipsia 1879
- Monnaies grecques, Lipsia 1883
- Die Münzen der Dynastie von Pergamon, Berlino 1884
- Porträtköpfe auf antiken Münzen hellenischer und hellenisierter Völker, Lipsia 1885